# ناحية ورتي
ناحية ورتي وهي أحد النواحي التابعة لقضاء راوندوز ومركزها مدينة ورتي، أستحدثت في عام 2008 إلى ناحية إدارية، تقع على بعد 182 كم شمال شرق أربيل عاصمة اقليم كوردستان العراق، وهي من المناطق السياحية اذ تضم 35 موقعاً سياحياً.